# 坂井遼
坂井 遼（さかい はる、2006年5月8日 - ）は、千葉県富里市出身のプロ野球選手（投手）。右投右打。千葉ロッテマリーンズ所属。

## 経歴

### プロ入り前
富里市立富里小学校5年生から『富里リトルスターズ』で野球を始め、富里市立富里中学校時代は硬式野球の『江戸川南ボーイズ』でプレーし、外野手であった。
投手を志願して関東第一高校へ入学すると、1年秋からベンチ入りし、2年夏の東東京大会では背番号10で3試合に登板。2年秋は、東京大会では背番号10を付け、創価との決勝では1失点完投勝利でチームを8年ぶり5度目の優勝に導いた。明治神宮大会では背番号1を付け、チームは同大会5度目の出場で初勝利を挙げるなど、ベスト4。坂井は東京大会と明治神宮大会で計11試合・50回を投げて防御率2.88を記録した。
翌2024年の甲子園大会では背番号10を付け、八戸学院光星との初戦で同点の8回表から登板したが、4回4失点でチームも敗退。3年春の東京大会からは背番号1を付け、3年夏の東東京大会では5試合・17回を投げて防御率2.65を記録し、チーム5年ぶりの優勝に貢献した。甲子園大会では東海大相模との準々決勝で自己最速の151km/hを計測するなど、準決勝まで15回2/3連続無失点を記録。ただ、京都国際との決勝で同大会初失点を喫し、チームも敗れて準優勝であった。
8月23日にはU-18アジア選手権の日本代表に選出されたが、同25日に発熱。体重は4kg落ち、壮行試合にも登板せず現地入りとなったものの、同選手権には3試合登板した。
10月24日に開催されたドラフト会議にて、千葉ロッテマリーンズから4位指名を受けた。11月20日には契約金4000万円・年俸560万円（いずれも金額は推定）で仮契約を締結。12月4日に新入団選手発表会が行われ、背番号は62と発表された。担当スカウトは福澤洋一。

## 選手としての特徴
最速151km/hのストレート、スライダー、カーブ、チェンジアップを投じる。

## 詳細情報

### 背番号
- 62（2025年[23] - ）